# Emilio Insolera

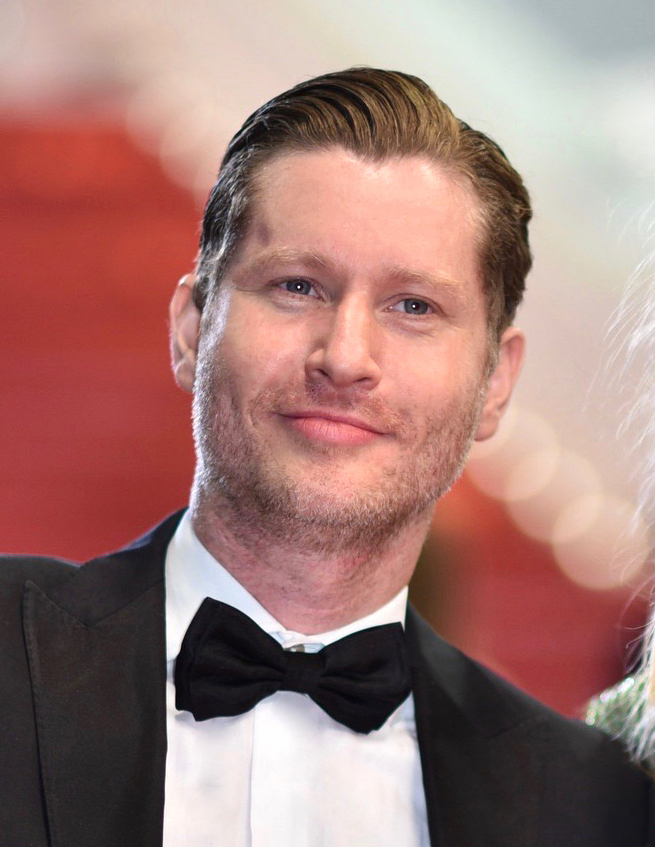
Emilio Insolera bei den Filmfestspielen in Cannes im Mai 2018

Emilio Insolera (* 29. Januar 1979 in Buenos Aires) ist ein US-amerikanischer Schauspieler, Regisseur, Drehbuchautor und Produzent, der mit Sign Gene: Die ersten tauben Superhelden (2017) bekannt wurde. Im September 2019 wurde bekannt gegeben, dass Insolera beim im Januar 2022 angelaufenen Spionagefilm The 355 von Universal Pictures mitwirken würde.

## Leben
Insolera wurde in Buenos Aires, Argentinien, als taubes Kind italienischer tauber Eltern geboren und wuchs in Italien und in den Vereinigten Staaten auf. Als Fulbright-Stipendiat erwarb seinen Bachelor-Abschluss in Linguistik und Film an der Gallaudet University, Washington, D.C., der einzigen liberalen Kunsthochschule für Gehörlose der Welt, und Master-Abschluss in Massenkommunikation, summa cum laude, von der Universität La Sapienza.
Insolera spricht fließend und kann Lippen lesen, Gebärdensprache ist jedoch seine Muttersprache. Er hat einen älteren Bruder, Humberto, der ebenfalls taub ist. Nach Abschluss seines Studiums ließ sich Insolera in New York City nieder und arbeitete für MTV und ELLE.

## Karriere
Insolera schrieb das Drehbuch für den Superhelden-Spielfilm Sign Gene: Die ersten tauben Superhelden, bei dem er auch Regisseur und Produzent war. Der Film, der in Japan, den USA und Italien gedreht wurde, dreht sich um gehörlose Superhelden, die die Fähigkeit haben, mit Hilfe von Gebärdensprache übermenschliche Kräfte zu entwickeln.
Ursprünglich war er als Kurzfilm geplant, der bei den Leuten, die sich dafür interessierten, auf so großes Interesse stieß, dass Insolera beschloss, das Drehbuch zu einem Spielfilm umzuschreiben.
Das Casting erfolgte durch Mundpropaganda: Insolera war besonders auf der Suche Muttersprachlern, die fließend Gebärdensprache beherrschen.
Der Film feierte seine Weltpremiere am 8. September 2017 in Mailand, wurde am 14. September 2017 von den United Cinemas International in die Kinos gebracht,  hatte sein US-Debüt am 13. April 2018  und kam am 14. September 2018 in Japan in die Kinos. Der Film wurde auch im italienischen Pavillon, Hôtel Barrière Le Majestic, während der 71 Filmfestspiele von Cannes gezeigt.
Sign Gene erhielt positive Bewertungen von Kritikern. In der Los Angeles Times beschreibt Michael Rechtshaffen die „frische, einzigartige Handschrift des Filmemachens“ als „sehr erfinderisch, aber auch befähigend“. Laut Avvenire wird der Film „vor allem der jüngeren Generation gefallen, die die schnelle und verrückte Sprache in Videospielen oder japanischen Animes gewöhnt sind“. Giorgia Cantarini, der für ASVOFF schreibt, findet die Geschichte kompliziert und "sehr faszinierend. Die Geräusche sind ein unerwartet wichtiger Bestandteil, der die Zuschauer manchmal überwältigt. Alles geschieht sehr schnell und überrascht einen mit pulsierender Energie".
Die Insolera erschien auf der Titelseite der November-Ausgabe 2018 des Tokyo Weekender. Im selben Monat war Insolera auf dem Hauptplakat von Leslie Kee‘s 20. Jubiläumsfotoausstellung „WE ARE LOVE“ in Tokio zu sehen.
Im Januar 2019 wurde Insolera Carola Insolera auf dreizehn Seiten in der Modestory von Vanity Fair Italia Nummer 5 vorgestellt, die von Rosi Di Stefano aufgenommen wurde.
Bald darauf begann Insolera die Zusammenarbeit mit Striscia la notizia, einer italienischen satirischen Fernsehsendung auf dem von Mediaset kontrollierten Canale 5 über die Produktion verschiedener Shows.  Striscia la notizia war das meistgesehene Fernsehprogramm der Frühjahrssaison 2019 von Auditel.
Im Januar 2022 erschien der Simon-Kinberg-Spionagefilm The 355, indem Insolera eine Nebenrolle innehat.

## Privatleben
Er ist mit dem norwegischen Model Carola Insolera liiert.